# DRV PNK Stadium
DRV PNK Stadium (wcześniej Inter Miami CF Stadium (2020–2021)) – stadion piłkarski w Fort Lauderdale, wybudowany w latach 2019–2020, w miejscu Lockhart Stadium. Został oficjalnie otwarty 11 marca 2020. Stadion ma 21 000 miejsc siedzących.
Na stadionie swoje mecze rozgrywa Inter Miami CF oraz jego rezerwy – Inter Miami CF II. Obiekt został zaprojektowany przez Manica Architecture. Jest to stadion tymczasowy, do czasu wybudowania Miami Freedom Park.